# Djamel Agaoua
Pour les articles homonymes, voir Agaoua.
Djamel Agaoua est un chef d'entreprise et entrepreneur français né le 21 septembre 1969 à Marseille, créateur ou dirigeant de plusieurs entreprises dans l'économie numérique et directeur général (CEO) de 2017 à 2021 de l'entreprise de messagerie instantanée Viber, appartenant au groupe international Rakuten. En 2019, il appelle, au travers d'une lettre ouverte à Mark Zuckerberg ainsi qu'aux acteurs de l'industrie de la messagerie et des réseaux sociaux, à l'organisation d'une autorégulation dans le but d'atteindre de plus hauts niveaux de sécurité sur la confidentialité des échanges entre utilisateurs et à une plus grande sécurisation de leurs données personnelles. Il fait partie de la direction générale du média Brut en 2022. Directeur général de la NBA Europe en 2024 durant quelques mois, il prend en octobre 2024 la direction générale de la ligue sportive Kings League, fondé par le footballeur Gérard Piqué.

## Biographie

### Jeunesse et études
Djamel Agaoua né à Marseille en septembre 1969, il est le fils d'un artisan pâtissier originaire de Kabylie. Passionné de mathématique, il suit une scolarité dans l'école publique et intègre l’École centrale Paris dont il sort diplômé comme ingénieur économiste en 1992. Il rejoint sa première entreprise, le cabinet international de conseil en stratégie des affaires, Bain & Company pendant quatre ans, puis il intègre pendant trois années le cabinet Roland Berger,. Il quitte ce cabinet en 1999 pour fonder ses premières entreprises.

### Création et direction d'entreprises
Djamel Agaoua cofonde avec Alexis Renard sa première startup dédiée aux achats généraux des entreprises, la société Achatpro en 2000. Après une augmentation de capital issue d'une seconde levée de fonds de sept millions d'euros et une forte prise de participation de la BRED Banque populaire au capital, il cède la société en 2008 à Hubwoo, leader mondial du marché des achats électroniques (e-procurement) en solution SaaS et devient directeur financier et des ressources humaines du groupe.
Il prend également en 2006, la direction générale financière de BProcess, solution de dématérialisation des factures qui sera revendu à Ariba en 2011, puis il investit ou prend part à la direction de plusieurs entreprises de l'internet comme la plateforme de jeux en ligne Metaboli. En tant que Business angel et vice-président du fonds d'investissement Capital Provence Business Angels, il investit également des sommes parfois à titre personnel dans diverses entreprises de l'internet, dont il perçoit le potentiel et apporte son expérience et des financements à des startups, comme le site de voyages accessibles aux personnes handicapés, Yoola ou le site de sponsorisation sportive en financement participatif Sponsorise.me.
En 2012, il investit dans la direction exécutive de la startup Mobparter qui propose des solutions novatrices dans la publicité sur mobile. L'entreprise connait dès lors un fort développement et des succès économiques importants en Europe et en Chine. L'entreprise est rachetée en fin 2014, pour 58 millions de dollars par le géant chinois de la téléphonie mobile Cheetah Mobile, qui fait partie de la clientèle de la société. Intégré dans la nouvelle entité, il devient directeur international du développement de la marque. Il quitte la société en 2016, déçu des relations avec l'entreprise chinoise et de cette expérience.
En 2017, Djamel Agaoua est recruté comme directeur général de la multi-plateforme de messagerie Viber rachetée deux années plus tôt par le groupe international japonais Rakuten et convaincu par l'esprit et le dynamisme de la société. Qualifié par la presse spécialisée de « serial entrepreneur », il exprime dès sa prise de poste, les ambitions de la messagerie au travers de divers médias,. En 2018, il lance de nouvelles actions de développement, ainsi que de nouvelles fonctionnalités qui visent à contrer les pratiques habituelles des fournisseurs de messagerie et principalement Facebook, possesseur de Messenger et WhatsApp. Il présente ces dernières, comme intrusives et assorties d'un modèle économique qui ne cherche pas à mieux protéger la vie privée des utilisateurs pour accroitre la monétisation des données recueillies. À la suite du déploiement en 2016, du chiffrement complet des échanges entre utilisateurs, il fait le choix de généraliser lors de sa mise en vigueur, le règlement général sur la protection des données (RGPD) européen, qu'il étend aux utilisateurs du monde entier.
En juillet 2020, en tant que CEO de Viber, il annonce une rupture de tous liens commerciaux avec le réseau Facebook et la suspension de tous investissements publicitaires sur la plateforme américaine en conformité avec la campagne #StopHateForProfit, qui appelle au boycott publicitaire de cette dernière. Arguant d'une mauvais gestion des données privatives et du manque de respect de la vie privée des utilisateurs au travers de ses applications, mais surtout au regard de la décision et de la position douteuse de Facebook qui fait le choix de ne prendre aucune mesure pour empêcher et protéger le public des rhétoriques violente et dangereuse. Cette annonce met en exergue le scandale « Cambridge Analytica » sur Facebook dénonçant l'incapacité de la plateforme à freiner la propagation des discours de haine après le meurtre de George Floyd.
Après avoir quitté l'entreprise Viber, il rejoint, en 2022, la direction générale de Brut (média) pour restructurer plusieurs projets. Il relocalise une part des ressources de l'entreprise vers des secteurs plus rentables. Le bureau du Mexique dédié au public hispanophone est fermé et la filiale Brut America réduite, ces deux entités internationales connaissant des suppressions de postes. En janvier 2024, il prend la direction générale de la division Europe et Moyen-Orient de la NBA en remplacement de Ralph Rivera dans la mise en place d'un projet de développement d'une ligue autonome NBA Européenne. En octobre 2024, il est nommé directeur général de la compétition de football King's League, créée par Gerard Piqué dans le but de mettre en œuvre le développement mondial des évènements sportifs de la ligue.

### Engagement
En janvier 2019, Djamel Agaoua s'engage publiquement pour accroître la protection des données personnelles par les acteurs de l'industrie de la messagerie instantanée. Il publie une lettre ouverte à l'attention de Mark Zuckerberg et aux autres dirigeants de ce secteur, pour les inciter à renforcer la sécurité des échanges et à porter au plus haut niveau la confidentialité de ceux-ci.
En avril de la même année, alors que la pression sur les réseaux sociaux augmente autour de la confidentialité des données qu'ils détiennent, il propose que les acteurs de cette industrie s'emparent du sujet. Plutôt que de le laisser aux seules mains des autorités de régulation, dont il juge la compréhension trop restreinte pour fixer des limites adéquates. Il invite à des rencontres pour mettre en œuvre une autorégulation et détaille plusieurs mesures pour garantir la confidentialité et la sécurité des échanges entre utilisateurs, comme le chiffrement automatique et complet des discussions. En aout 2019, lors d'un entretien, il pointe directement la faiblesse des applications de messageries WhatsApp et Telegram qui malgré un discours commercial affirmant un niveau de confidentialité des données de leurs utilisateurs n'ont pas toujours respecté celle-ci, ou ne mettent pas en œuvre les moyens technologiques pour confirmer leur respect de ces données sensibles.
Impliqué de manière personnelle dans des questions environnementales, Djamel Agaoua est également membre du conseil d'administration et président de l'association BLOOM  de 2010 à 2016, association fondée par Claire Nouvian, qui œuvre à la préservation des fonds marins et des ressources halieutiques.